# Maha Hassan
Maha Hassan ( arabe : مها حسن ; née à Alep, en Syrie) est une romancière syrienne d'origine kurde. De langue maternelle kurde, elle écrit en arabe. En 2000, elle s'est vu interdire de publier en Syrie pour ses écrits « moralement condamnables », et depuis août 2004, elle vit en exil en France.

## Biographie
Après avoir obtenu son diplôme d'études secondaires, Hassan a obtenu une licence en droit de l'Université d'Alep. Dans certaines de ses œuvres, elle a traité de manière fictionnelle des tabous des sociétés arabes, tels que l'avortement et les crimes d'honneur, comme dans son roman Filles du désert,. Sa mère meurt dans les bombardements d'Alep, en 2015.
En 2022, son roman Femmes d'Alep - De chair et de sang est publié en français,.

## Réception critique
En 2005, Hassan a reçu une bourse Hellman/Hammett de Human Rights Watch attribué aux écrivains persécutés. En 2007-2008, Hassan a vécu pendant un an, à l'invitation de la ville d'Amsterdam, dans l'appartement rénové d'Anne Frank et de sa famille, sur la place Merwede d'Amsterdam.
Les romans de Hassan Habl suri (Cordon ombilical, 2011) et al-Rawiyat (Les romans, 2014) ont été sélectionnés pour le Prix international de fiction arabe,. En 2021, son roman Le Quartier des merveilles a été sélectionné pour la médaille Naguib Mahfouz de littérature.
En juin 2021, le traducteur Sawad Hussain, travaillant pour le British Council, a recommandé l'œuvre non fictionnelle en arabe de Hassan Dans la maison d'Anne Frank pour une traduction future. il contient des lettres à Anne Frank, écrites par Hassan lors de voyages en Tunisie, en Égypte et en Palestine. Exprimant « la perte et l'angoisse », l'œuvre remet en question les stéréotypes courants sur les Juifs tels que vus par les Syriens et « établit également des liens entre l'expérience vécue [de Hassan] en tant que Kurde et celle d'Anne Frank en tant que juive ».
Une étude de 2022 a étudié le « concept de foyer » dans Drums of Love de Hassan et Qahwat Al-General de Ghassan Jubbaʿi, comme exemples de la littérature syrienne contemporaine après le début de la révolution syrienne. L'étude postule « que dans les deux œuvres, un véritable sentiment d'appartenance s'avère inaccessible » et « que le sentiment d'appartenance inaccessible décrit dans les romans marque ces textes comme faisant partie de l'héritage durable de la révolution syrienne et de ses causes ».
Son roman Maqam Kurd, publié en 2024, traite de la musique maqam kurde, et plus largement des chansons kurdes. En outre, l’histoire parle de plusieurs protagonistes féminines kurdes à Alep et à Paris, représentant des personnalités kurdes à différents niveaux. Dans sa critique pour le magazine ArabLit, l'écrivain marocain Mohammed Said Hjiouij a interprété le roman comme une « célébration de l'identité kurde et comme une forme d'excuse pour avoir été contrainte à s'en détacher ».

## Œuvres choisies
Titres originaux publiés en arabe :
- L'Infini : Biographie de l'Autre
- La photo sur la couverture
- Hymnes au néant
- Le tunnel de l'existence
- Filles du désert
- Habl suri (Cordon ombilical), 2011
- al-Rawiyat (Les romans), 2014
- Metro Halab (Métro d'Alep), 2017
- Amat sabahan ayatuha al-harb (Bonjour, guerre !), 2017
- Le quartier des merveilles
- Femmes d'Alep - De chair et de sang
- Maqam Kurde, 2024

## Voir également
- Littérature syrienne - Écrivaines syriennes